# Size Isn't Everything
Size Isn't Everything è il ventesimo album dei Bee Gees, uscito nel 1993.

## Tracce
1. Paying the Price of Love – 4:12
2. Kiss of Life – 4:14
3. How to Fall in Love (Part 1) – 5:59
4. Omega Man – 3:59
5. Haunted House – 5:44
6. Heart Like Mine – 4:41
7. Anything For You – 4:36
8. Blue Island – 3:15
9. Above and Beyond – 4:27
10. For Whom the Bell Tolls – 5:06
11. Fallen Angel – 4:30
12. Decadance - 4:31 Europa solo